# Scott Colley
Pour les articles homonymes, voir Colley (homonymie).
Scott Colley, né en 1963 à Los Angeles, est un contrebassiste et compositeur de jazz américain. Musicien très actif sur la scène jazz internationale, il a participé à de nombreuses formations dont celles de Herbie Hancock, Jim Hall, Andrew Hill, Michael Brecker, Chris Potter, Pat Metheny, Carmen McRae, Brian Blade, David Binney, Kenny Werner. Il apparaît dans plus de 200 enregistrements, et réalise également ses propres albums en tant que leader.

## Biographie
Né le 24 novembre 1963, Scott Stephen Colley commence l'apprentissage de la contrebasse à 11 ans. Monty Budwig devient son professeur à l'âge de 13 ans. Pendant ses années de collège à la Eagle Rock High School (en) à Los Angeles, il continue l'étude de la contrebasse avec John Rinaldo. Il obtient une bourse pour son admission à la prestigieuse école d'art California Institute of the Arts (CalArts), où il se consacre à la composition musicale et à l'étude du jazz, prenant par ailleurs des leçons privées avec les contrebassistes Charlie Haden et Frederick D. Tinsley du Los Angeles Bass Violin Choir.
En 1986, il part en tournée avec la chanteuse Carmen McRae et enregistre avec elle les albums Any Old Time et New York State Of Mind. Il obtient son diplôme de Bachelor of Music (en) à CalArts en 1988, puis part vivre à New York où il réside encore.

## Parcours musical

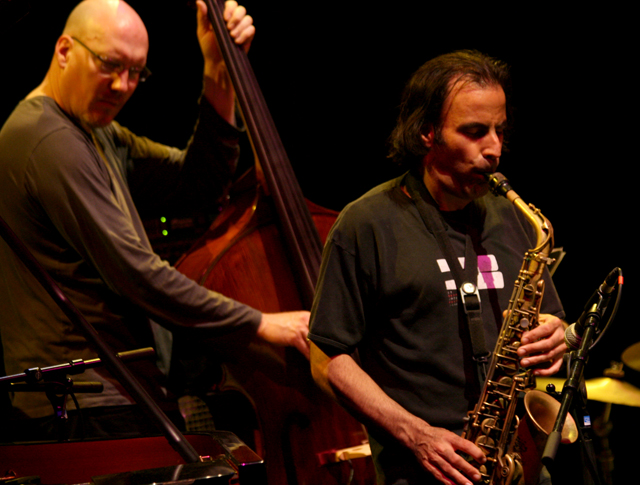
David Binney

De 1988 à 1989 il participe aux tournées internationales de Carmen McRae, Dizzy Gillespie et Clifford Jordan. À partir de 1990, il joue dans les formations de Jim Hall, John Scofield, Joe Henderson et Art Farmer.
De 1996 à 1998, il repart en tournée avec le groupe de Joe Lovano et Jim Hall, joue dans les concerts de l'harmoniciste Toots Thielemans, du vibraphoniste Bobby Hutcherson, et du saxophoniste Bob Berg, ainsi que dans la tournée internationale du sextet d'Andrew Hill : Another Point Of Departure.
Il accompagne Herbie Hancock dans ses concerts internationaux de 2000 à 2005, en trio et en quartets (l'un avec Gary Thomas (en) au saxophone, l'autre avec Bobby Hutcherson au vibraphone). Le trio de Hancock s'est également produit avec des orchestres symphoniques lors d'une tournée aux États-Unis. Pendant cette période, Scott Colley participe aussi aux tournées d'Andrew Hill en trio et en sextet, et à celles du quartet de Chris Potter.
À partir de 2005 commence un programme intensif de deux ans de tournées, tout d'abord avec celle de Directions in Music, un hommage à Miles Davis (avec Herbie Hancock, Michael Brecker, Roy Hargrove et Terri Lyne Carrington), puis les concerts du trio de Pat Metheny, la tournée internationale du trio de Jim Hall, les concerts américains et européens du trio et du quartet de Chris Potter, ainsi que ceux de ses propres formations en trio et quartet. Dans la même période il donne des cours au Banff Centre (en) dans l'Alberta, à la Virginia Commonwealth University à Richmond (Virginie), et à la Vallekilde Højskole (en) au Danemark.
En 2006 et 2007, il continue les tournées avec son trio et son quartet, et enregistre avec Chris Potter, avec la chanteuse brésilienne Luciana Souza (en), avec Abbey Lincoln, Adam Rogers (en), Donny McCaslin, Kenny Werner, ainsi que son propre album Architect of the Silent Moment avec Ralph Alessi (tp), David Binney (as), Craig Taborn (ep), Jason Moran (p), Adam Rogers (en) (g), Gregoire Maret (h), et Antonio Sanchez (d).
Depuis 2008, il continue à enregistrer et à jouer avec son trio aux États-Unis, en Europe et en Amérique du sud (Chris Potter, Bill Stewart). Il se produit en concert avec Edward Simon (en) au piano et Brian Blade à la batterie, avec le quartet de Chris Potter, le Quartet d'Antonio Sanchez, le Magic Circle Trio (avec Dave Douglas et Mark Feldman), le David Binney Quartet (avec Craig Taborn et Brian Blade), et le Kenny Werner Quintet.
En 2018, il remplace Larry Grenadier au sein du quartet Hudson pour la tournée européenne du groupe mené par Jack DeJohnette.

## Discographie sélective en tant que Sideman
- Song For Anyone - Chris Potter
- Lift - Chris Potter
- Gratitude - Chris Potter
- Vertigo - Chris Potter
- Concentric Circles - Chris Potter
- Lawn Chair Society - Kenny Werner
- Dusk - Andrew Hill
- South - Dave Binney
- Luxury Of Guessing - David Binney
- Tangled Up In Blues - Taj Mahal
- Dialogues - Jim Hall
- By Arrangement - Jim Hall
- Jim Hall and Basses - Jim Hall
- Universal Time - Joachim Kühn
- Lyric - William Edward Childs (en)
- Falling Up - Geoffrey Keezer (en)
- North And South - Luciana Souza (en)
- Invisible Hand - Greg Osby
- Symbols Of Light - Greg Osby
- The Way Through - Donny McCaslin
- Allegory - Adam Rogers (en)
- The Art Of The Invisible - Adam Rogers
- Forward Motion - Fred Hersch
- El Matador - Kevin Hays
- Transpacifik - Bojan Z
- Les Fleurs Bleues - Stefano Bollani
- Any Old Time - Carmen McRae
- New York State Of Mind - Carmen McRae
- The Maze - David Kikoski (en)
- Diamond In The Rough - Roy Hargrove
- All Sides Now - Pat Martino
- Souvenir - Bill Charlap